# San Diego Open 2024 - Qualificazioni singolare
Le qualificazioni del singolare del San Diego Open 2024 sono state un torneo di tennis preliminare per accedere alla fase finale della manifestazione svolte dal 25 al 25 febbraio 2024. Le vincitrici dell'ultimo turno sono entrate di diritto nel tabellone principale. In caso di ritiro di una o più giocatrici aventi diritto a queste sono subentrati le lucky loser, ossia le giocatrici che hanno perso nell'ultimo turno ma che avevano una classifica più alta rispetto alle altre partecipanti che avevano comunque perso nel turno finale.

## Teste di serie
1. Jodie Burrage (primo turno)
2. Kayla Day (ultimo turno)
3. Marija Timofeeva (primo turno, ritirata)
4. Claire Liu (ultimo turno)
5. Mai Hontama (qualificata)
6. Linda Fruhvirtová (ultimo turno)

1. Jule Niemeier (qualificata)
2. Rebecca Šramková (ultimo turno)
3. Dalma Gálfi (ultimo turno)
4. Storm Hunter (qualificata)
5. Elsa Jacquemot (ultimo turno)
6. Daria Saville (qualificata)

## Qualificate
1. Marina Mel'nikova
2. Ann Li
3. Marina Stakusic

1. Jule Niemeier
2. Mai Hontama
3. Daria Saville

## Tabellone

### Legenda
| - Q = Qualificato - WC = Wild card - LL = Lucky loser | - ALT = Alternate - SE = Special Exempt - PR = Protected Ranking | - w/o = Walkover - r = Ritirato - d = Squalificato |

### Sezione 1
|  | Primo turno | Primo turno        | Primo turno        | Primo turno | Primo turno |  |  | Ultimo turno | Ultimo turno      | Ultimo turno | Ultimo turno | Ultimo turno |  |
|  |             |                    |                    |             |             |  |  |              |                   |              |              |              |  |
|  | 1           | Jodie Burrage      | Jodie Burrage      | 1           | 62          |  |  |              |                   |              |              |              |  |
|  |             | Marina Mel'nikova  | Marina Mel'nikova  | 6           | 7           |  |  |              | Marina Mel'nikova | 4            | 6            | 6            |  |
|  |             | Ekaterina Makarova | Ekaterina Makarova | 3           | 2           |  |  | 8            | Rebecca Šramková  | 6            | 2            | 4            |  |
|  | 8           | Rebecca Šramková   | Rebecca Šramková   | 6           | 6           |  |  |              |                   |              |              |              |  |

### Sezione 2
|  | Primo turno | Primo turno  | Primo turno  | Primo turno | Primo turno |  |  | Ultimo turno | Ultimo turno | Ultimo turno | Ultimo turno | Ultimo turno |  |
|  |             |              |              |             |             |  |  |              |              |              |              |              |  |
|  | 2           | Kayla Day    | Kayla Day    | 6           | 6           |  |  |              |              |              |              |              |  |
|  | WC          | Madison Sieg | Madison Sieg | 3           | 3           |  |  | 2            | Kayla Day    | Kayla Day    | 3            | 0            |  |
|  | WC          | Alyssa Ahn   | Alyssa Ahn   | 5           | 5           |  |  | 12           | Ann Li       | Ann Li       | 6            | 6            |  |
|  | 12          | Ann Li       | Ann Li       | 7           | 7           |  |  |              |              |              |              |              |  |

### Sezione 3
|  | Primo turno | Primo turno      | Primo turno    | Primo turno | Primo turno |  |  | Ultimo turno | Ultimo turno    | Ultimo turno    | Ultimo turno | Ultimo turno |  |
|  |             |                  |                |             |             |  |  |              |                 |                 |              |              |  |
|  | 3           | Marija Timofeeva | 2              | 0           | r           |  |  |              |                 |                 |              |              |  |
|  | WC          | Marina Stakusic  | 6              | 3           |             |  |  | WC           | Marina Stakusic | Marina Stakusic | 6            | 6            |  |
|  | WC          | Haley Giavara    | Haley Giavara  | 3           | 2           |  |  | 11           | Elsa Jacquemot  | Elsa Jacquemot  | 3            | 4            |  |
|  | 11          | Elsa Jacquemot   | Elsa Jacquemot | 6           | 6           |  |  |              |                 |                 |              |              |  |

### Sezione 4
|  | Primo turno | Primo turno         | Primo turno | Primo turno | Primo turno |  |  | Ultimo turno | Ultimo turno  | Ultimo turno  | Ultimo turno | Ultimo turno |  |
|  |             |                     |             |             |             |  |  |              |               |               |              |              |  |
|  | 4           | Claire Liu          | Claire Liu  | 6           | 6           |  |  |              |               |               |              |              |  |
|  |             | Stacey Fung         | Stacey Fung | 3           | 4           |  |  | 4            | Claire Liu    | Claire Liu    | 4            | 2            |  |
|  |             | Natalija Stevanović | 65          | 6           | 4           |  |  | 7            | Jule Niemeier | Jule Niemeier | 6            | 6            |  |
|  | 7           | Jule Niemeier       | 7           | 3           | 6           |  |  |              |               |               |              |              |  |

### Sezione 5
|  | Primo turno | Primo turno               | Primo turno               | Primo turno | Primo turno |  |  | Ultimo turno | Ultimo turno | Ultimo turno | Ultimo turno | Ultimo turno |  |
|  |             |                           |                           |             |             |  |  |              |              |              |              |              |  |
|  | 5           | Mai Hontama               | Mai Hontama               | 6           | 6           |  |  |              |              |              |              |              |  |
|  |             | Despoina Papamichaīl      | Despoina Papamichaīl      | 3           | 4           |  |  | 5            | Mai Hontama  | Mai Hontama  | 7            | 6            |  |
|  |             | Lesley Pattinama Kerkhove | Lesley Pattinama Kerkhove | 3           | 5           |  |  | 9            | Dalma Gálfi  | Dalma Gálfi  | 64           | 4            |  |
|  | 9           | Dalma Gálfi               | Dalma Gálfi               | 6           | 7           |  |  |              |              |              |              |              |  |

### Sezione 6
|  | Primo turno | Primo turno       | Primo turno       | Primo turno | Primo turno |  |  | Ultimo turno | Ultimo turno      | Ultimo turno      | Ultimo turno | Ultimo turno |  |
|  |             |                   |                   |             |             |  |  |              |                   |                   |              |              |  |
|  | 6           | Linda Fruhvirtová | Linda Fruhvirtová | 6           | 6           |  |  |              |                   |                   |              |              |  |
|  |             | Jana Kolodjnska   | Jana Kolodjnska   | 2           | 0           |  |  | 6            | Linda Fruhvirtová | Linda Fruhvirtová | 4            | 1            |  |
|  |             | Hanna Chang       | Hanna Chang       | 2           | 2           |  |  | 10           | Daria Saville     | Daria Saville     | 6            | 6            |  |
|  | 10          | Daria Saville     | Daria Saville     | 6           | 6           |  |  |              |                   |                   |              |              |  |